# Парламентарни избори у Краљевини Србији 1905.
Избори за народне посланике Краљевине Србије 1905. су одржани 10. јула 1905.
Избори који су извршени 10. јула 1905, које је спровела влада Љубомира Стојановића, дали су већину Самосталној радикалној странци.

## Резултати
| Странка                           | Посланици | Гласови |
| --------------------------------- | --------- | ------- |
| Самостална радикална странка      | 81        | 107.706 |
| Народна радикална странка         | 55        | 88.834  |
| Народна странка                   | 17        | 44.912  |
| Српска напредна странка           | 4         | 23.700  |
| Српска народна сељачка слога      | 1         | 10.827  |
| Српска социјалдемократска странка | 2         | 2.571   |

## Број бирача и гласача 1905.
- Број бирача: 531 530
- Број гласача: 294 602
- % гласача: 55,42%[1]